# ستانلي كول
ستانلي كول (بالإنجليزية: Stanley Cole)‏ هو سياسي أسترالي، ولد في 29 مارس 1860، وتوفي في 17 نوفمبر 1942. انتخب عضو المجلس التشريعي نيو ساوث ويلز.